# Rodzina (religia)
Rodzina (obecna nazwa: ang. The Family International) – nowy ruch religijny założony przez pastora Davida Berga w latach 60. XX w. na zachodnim wybrzeżu USA. W Polsce działa pod nazwą Wspólnota Niezależnych Zgromadzeń Misyjnych „Rodzina”.
Pierwsza założona przez Berga wspólnota nosiła nazwę Nastolatki dla Chrystusa (ang. Teens for Christ). Popularność uzyskał m.in. dzięki stałemu głoszeniu końca świata, co miało nastąpić w wyniku trzęsień ziemi (Kalifornia miała zostać pochłonięta przez ocean) i wielkiej światowej bitwy w miejscu Har-Magedon, co miało nastąpić w 1993 roku oraz upadku całego systemu ekonomicznego świata. Ugrupowanie z czasem ewoluowało. Nazwę zmieniło na „Dzieci Boga” (ang. Children of God), a Berg ogłosił się ostatnim i najważniejszym prorokiem oraz przybierał nowe imiona: Mojżesz, Dawid, MO (skrót od Mojżesz) i Ojciec. Stał się autorytarny i wprowadzał do wierzeń i zasad grupy coraz więcej motywów seksualnych. Kolejna zmiana nazwy na „Rodzina Miłości” (ang. The Family of Love) miała miejsce pod koniec lat 70., a ostatnia - na Rodzina (ang. The Family) w 1987 r. W organizacji istnieje 4-5-szczeblowa hierarchia.
MO (tak się zwykle podpisywał) z czasem, szczególnie po ostrych reakcjach ze strony rodziców wyznawców i pozwach sądowych, stronił od publicznego pojawiania się, do tego stopnia, że od początku lat 80. nie pokazał się ani razu. Z grupą kontaktował się za pomocą listów. Z listów tych emanował coraz większy seksualizm - Berg twierdził, że Bóg jest sexy, więc taki sam obowiązek mają wszyscy wyznawcy. W grupie, w której i tak od dawna panował znaczny promiskuityzm, zapanował zwyczaj dzielenia się partnerami, w tym również małżonkami - jest to tzw. sharing. Młode adeptki miały natomiast obowiązek szerzenia wiary na świecie i zdobywania funduszy poprzez flirt i seks, czemu miało sprzyjać noszenie skąpych ubrań (flirty fishing). Pieniądze na działalność zdobywano w sporej części przez sprzedaż na ulicy biuletynów łączących w sobie treści seksualne z religijnymi. Od 1995 roku obowiązuje we wspólnocie kolejna kontrowersyjna doktryna – Loving Jesus.
W związku z niesprawdzaniem się przepowiedni, ale również epidemią HIV, grupa stała się bardziej zachowawcza. Obecnie grupą kieruje wdowa po Bergu, Karen Zerby. Grupa liczy około 16 tysięcy członków, w Polsce około 300 osób.